# Don’t Let Me Fall
«Don’t Let Me Fall» — четвёртый сингл американского рэпера B.o.B с его дебютного альбома B.o.B Presents: The Adventures of Bobby Ray. Песня вышла 30 ноября 2010 года на американском лейбле звукозаписи Atlantic Records. В 2010 году эта песня использовалась телеканалом BET для премьеры четвёртого сезона сериала The Game, а также была использована для заставок Национальной футбольной лиги по американскому футболу на канале ESPN.

## Список композиций
- iTunes выпустил «Don’t Let Me Fall» как Deluxe single»[1].

Digital single
| №  | Название                                | Автор(ы)                      | Producer(s) | Длительность |
| -- | --------------------------------------- | ----------------------------- | ----------- | ------------ |
| 1. | «Don’t Let Me Fall»                     | B. Simmons, C. Montgomery III | B.o.B       | 4:35         |
| 2. | «Can I Fly?»                            | B. Simmons                    |             | 3:39         |
| 3. | «Don’t Let Me Fall» (Музыкальное видео) | B. Simmons                    | B.o.B       | 4:35         |
| 4. | «Can I Fly?» (Музыкальное видео)        | B. Simmons                    |             | 3:39         |

## Чарты
| Чарт (2010)                         | Позиция в чарте |
| ----------------------------------- | --------------- |
| США (Billboard Hot 100)             | 67              |
| Канада (Billboard Canadian Hot 100) | 62              |

## Сертификации
| Регион                                                      | Сертификация | Продажи  |
| ----------------------------------------------------------- | ------------ | -------- |
| США (RIAA)                                                  | Золотой      | 500 000* |
| ^ Данные о тиражах приведены только на основе сертификации. |              |          |